# John Greenwood (Komponist)
John Darnfort Herman Greenwood (* 26. Juni 1889 in London, Vereinigtes Königreich; † 15. April 1975 in Ditchling, East Sussex, Vereinigtes Königreich) war ein britischer Komponist und Filmkomponist.

## Leben und Wirken

### Ausbildung und Werdegang
Der gebürtige Londoner mit britischen, deutschen und neuseeländischen Wurzeln besuchte in seiner Heimatstadt das Royal College of Music, wo er eine künstlerische Unterweisung an Viola und Horn erhielt. Bald darauf begann John Greenwood die unterschiedlichsten Musikstücke zu komponieren, darunter Klavier-, Orchester- und Kammermusik. Nach dem Aufkommen des Tonfilms wurde er 1929 von der Julius Hagen Productions als Filmkomponist verpflichtet, später unterlegte er auch Filme von größeren Produktionsfirmen mit Musik. Während des Zweiten Weltkriegs diente Greenwood bei dem BBC European Service als Assistent bei der musikalischen Oberleitung und dirigierte später auch das Sound Orchestra desselben Senders.

### Kompositionen für den Film
Bekannt machten ihn 1934 die Untermalungen zur philosemitischen Feuchtwanger-Verfilmung Jud Süß und zur preisgekrönten Dokumentation Die Männer von Aran; es folgten bis 1939 Kompositionen für Werke aus der Hand von Alfred Hitchcock (Geheimagent) und der Gebrüder Alexander Korda und Zoltan Korda (Der Elefantenjunge und Gefahr am Doro-Paß). Während des Zweiten Weltkriegs folgten Kompositionsaufträge zu einer Reihe von (zum Teil von Leslie Howard hergestellten) ambitionierten, antinazistischen Propagandafilmen wie Nine Men, Pimpernel Smith, The Gentle Sex, Das heilige Feuer und San Demetrio. Auch nach Kriegsende 1945 war Greenwood gut beschäftigt. Bemerkenswert sind vor allem seine Beiträge zu den ambitionierten Episodenfilmen Quartett und So ist das Leben. 1953 beendete John Greenwood seine Kinofilmtätigkeit.

## Filmografie
- 1929: To What Red Hell
- 1930: At the Villa Rose
- 1931: Alibi
- 1931: Stranglehold
- 1932: After Office House
- 1933: The Constant Nymph
- 1934: Die Männer von Aran (Men of Aran) (Dokumentarfilm)
- 1934: Jud Süß (Jew Süss)
- 1935: The Invader
- 1935: The Passing of the Third Floor Back
- 1936: Geheimagent (Secret Agent)
- 1936: Seven Sinners
- 1937: Der Elefantenjunge (The Elephant Boy)
- 1938: Gefahr am Doro-Paß (The Drum)
- 1938: Prison Without Bars
- 1939: Testflug QE 97 (Q Planes)
- 1939: 21 Days
- 1940: Contraband
- 1941: Pimpernel Smith
- 1942: The Gentle Sex
- 1943: Nine Men
- 1943: Das heilige Feuer (The Lamp Still Burns)
- 1943: San Demetrio (San Demetrio, London)
- 1944: Now it Can Be Told
- 1945: Painted Boats
- 1945: The Agitator
- 1946: Der kupferne Berg (Hungry Hill)
- 1946: School for Danger
- 1947: Frieda
- 1947: Goldgräber (Eureka Stockade)
- 1948: Notlandung (Broken Journey)
- 1948: Quartett (Quartet)
- 1949: The Lost People
- 1950: So ist das Leben (Trio)
- 1951: Gift für den Anderen (Another Man's Poison)
- 1952: Die Bombe im U-Bahnschacht (The Gentle Gunman)
- 1953: Grand National Night